# Li Yuxi
Li Yuxi (24 september 1998) is een Chinees skeletonster.

## Carrière
Li maakte haar debuut in het seizoen 2021/22 waar ze deelnam aan twee wereldbekerwedstrijden, ze eindigde als 30e in het algemene klassement.
Ze nam namens China deel aan de Olympische Winterspelen waar ze een veertiende plaats behaalde.

## Resultaten

### Olympische Spelen
| Jaar | Plaats | Resultaat |
| ---- | ------ | --------- |
| 2022 | Peking | 14e       |

### Wereldkampioenschappen
| Jaar | Plaats       | Resultaat                       |
| ---- | ------------ | ------------------------------- |
| 2023 | Sankt Moritz | 21e Individueel 9e Gemengd team |

### Wereldbeker
Eindklasseringen
| Seizoen   | Rang |
| --------- | ---- |
| 2021/2022 | 30e  |
| 2022/2023 | 16e  |